# Публій Корнелій Долабелла (консул-суффект 55 року)
Публій Корнелій Долабелла (лат. Publius Cornelius Dolabella; ? — після 55) — державний діяч ранньої Римської імперії, консул-суффект 55 року.

## Життєпис
Походив з патриціанського роду Корнеліїв, його гілки Долабелл. Син Публія Корнелія Долабелли, консула 10 року. Завдяки впливу свого роду та батька зумів зробити гарну кар'єру, рано виступаючи на державних святах.
Про проходження щаблів державних посад нічого невідомо. У 55 році призначено консулом-суффектом разом з Луцієм Аннеєм Сенекою. Про діяльність під час каденції відсутні відомості.

## Родина
- Гней Корнелій Долабелла, претендент на трон Римської імперії